# Meliora
Meliora är det tredje albumet av den svenska metalgruppen Ghost. Albumet släpptes den 21 augusti 2015.
Under våren och sommaren 2015 släppte bandet flera av låtarna på Spotify och andra streamingtjänster. I samband med albumsläppet ersattes sångaren Papa Emeritus II med Papa Emeritus III. Även bandets övriga medlemmar (Nameless Ghouls) fick nya masker och scenkläder.
Albumet blev generellt väl mottaget och placerades på flera toppslistor över årets bästa heavy metal-album och vann titeln Best Hard Rock/Metal Album vid Grammisgalan 2016. Huvudsingeln "Cirice" vann Grammy Award 2016 för bästa Metal Performance.

## Låtlista
1. "Spirit"
2. "From the Pinnacle to the Pit"
3. "Cirice"
4. "Spöksonat"
5. "He Is"
6. "Mummy Dust"
7. "Majesty"
8. "Devil Church"
9. "Absolution"
10. "Deus in Absentia"